# Valvanera Ulargui
Valvanera María Ulargui Aparicio (28 de junio de 1973) es una abogada española especializada en la sostenibilidad y la acción climática. Entre 2015 y 2024 ejerció como directora general de la Oficina Española del Cambio Climático en el Ministerio para la Transición Ecológica y el Reto Demográfico. Desde 2024 trabaja como asesora del Gabinete de Teresa Ribera en la Unión Europea.

## Trayectoria
Ulargui se licenció en Derecho por la Universidad Complutense de Madrid en 1996 y, posteriormente, también se licenció en Derecho Comunitario Europeo por la Universidad CEU San Pablo en 1997. Dos años después, en 1999, estuvo trabajando como experta legal en negociación sobre cambio climático en la Dirección General de Asuntos Exteriores de la Comisión Europea y, hasta 2001, fue la Coordinadora legal de la Climate Action Network en Bruselas para las cuestiones legales necesarias para el cumplimiento del Protocolo de Kioto.
Desde 2001 y hasta 2013, trabajó como asesora externa en la Dirección General de la Oficina Española del Cambio Climático del Ministerio de Agricultura, Alimentación y Medio Ambiente. Coordinó la posición española en las negociaciones internacionales sobre cambio climático y asesoró en las negociaciones internacionales de la Convención Marco de las Naciones Unidas sobre el Cambio Climático.
Ulargui fue asesora externa en la División de Infraestructuras, Medio Ambiente, Energía y TIC del Ministerio de Economía y Competitividad – ICEX España Exportación e Inversiones de 2013 a 2015, promoviendo la internacionalización de empresas españolas en el ámbito de la lucha contra el cambio climático y el crecimiento verde. Posteriormente, fue directora general de la Oficina Española de Cambio Climático en el Ministerio de Agricultura, Alimentación y Medio Ambiente desde septiembre de 2015 a junio de 2018. 
En 2018 fue nombrada directora general de la Oficina Española del Cambio Climático en el Ministerio para la Transición Ecológica y el Reto Demográfico, cargo que desempeñó hasta diciembre de 2024. Desde entonces, trabaja como asesora del Gabinete de Teresa Ribera en la Unión Europea.

## Publicaciones
- 2010 – Veinticinco años de impacto del Derecho comunitario en el Derecho español. VVAA. Capítulo sobre cambio climático. Editorial Liceus. ISBN 978‐84‐9822‐896‐0.[1]

## Reconocimientos
Ulargui ha sido reconocida por su liderazgo en el ámbito de la sostenibilidad y la lucha contra el cambio climático. En 2024, recibió el Government Climate Leadership Award, un premio otorgado por Climate Scorecard, una organización que trabaja para monitorear y evaluar los compromisos y las acciones de diferentes países en relación con la lucha contra el cambio climático. Este premio destaca a los funcionarios gubernamentales que han realizado los mayores esfuerzos por reducir las emisiones de gases de efecto invernadero en sus respectivos países. Además, en enero de ese mismo año, la revista Que! la incluyó en su lista de las veinticinco personas más influyentes en el área de sostenibilidad, subrayando su impacto en la promoción de políticas ambientales y su contribución a la lucha contra el cambio climático.